# 브라우닝 암즈 컴퍼니
브라우닝 암즈 컴퍼니 (Browning Arms Company) (존 모세와 매튜 샌더퍼 브라우닝 컴퍼니 (John Moses and Matthew Sandefur Browning Company))는 화기와 낚시 도구의 미국 마케터이다. 이 회사는 1878년 존 브라우닝과 매튜 샌더퍼 브라우닝 형제가 유타주 오그덴에서 설립했다. 그 회사는 엽총, 소총, 권총을 포함한 다양한 종류의 총기를 제공한다.다른 제품으로는 낚싯대와 낚시용 릴, 총기 금고, 스포츠 활과 화살, 칼과 자전거 등이 있다.
처음에는 세계에서 가장 중요하고 다작한 총기 발명가 중 한 명인 존 브라우닝의 스포츠 (비군사) 디자인을 마케팅하기 위해 설립되었다. 존 브라우닝의 거의 모든 혁신적인 디자인은 윈체스터 리터링 암스 컴퍼니, 콜트의 제조사, 레밍턴 암스, FN 허스탈, 미로쿠를 포함한 다른 회사들에 의해 라이선스 하에 제조되었다. 브라우닝은 현재 FN 허스탈의 자회사이다.
브라우닝 암스 컴퍼니는 브라우닝 A 볼트와 브라우닝 X 볼트 액션 소총, 브라우닝 BAR 반자동 소총, BPR 펌프 액션 소총, BPS 펌프 액션 샷건, 브라우닝 오토-5 반자동 샷건, 브라우닝 하이 파워 권총으로 잘 알려져 있다. 브라우닝은 또한 725 프로 트랩, 시토리 CX 시리즈, 사이너지 시리즈와 같은 트랩 사격 샷건 세트를 제조한다.

## 화기 제품

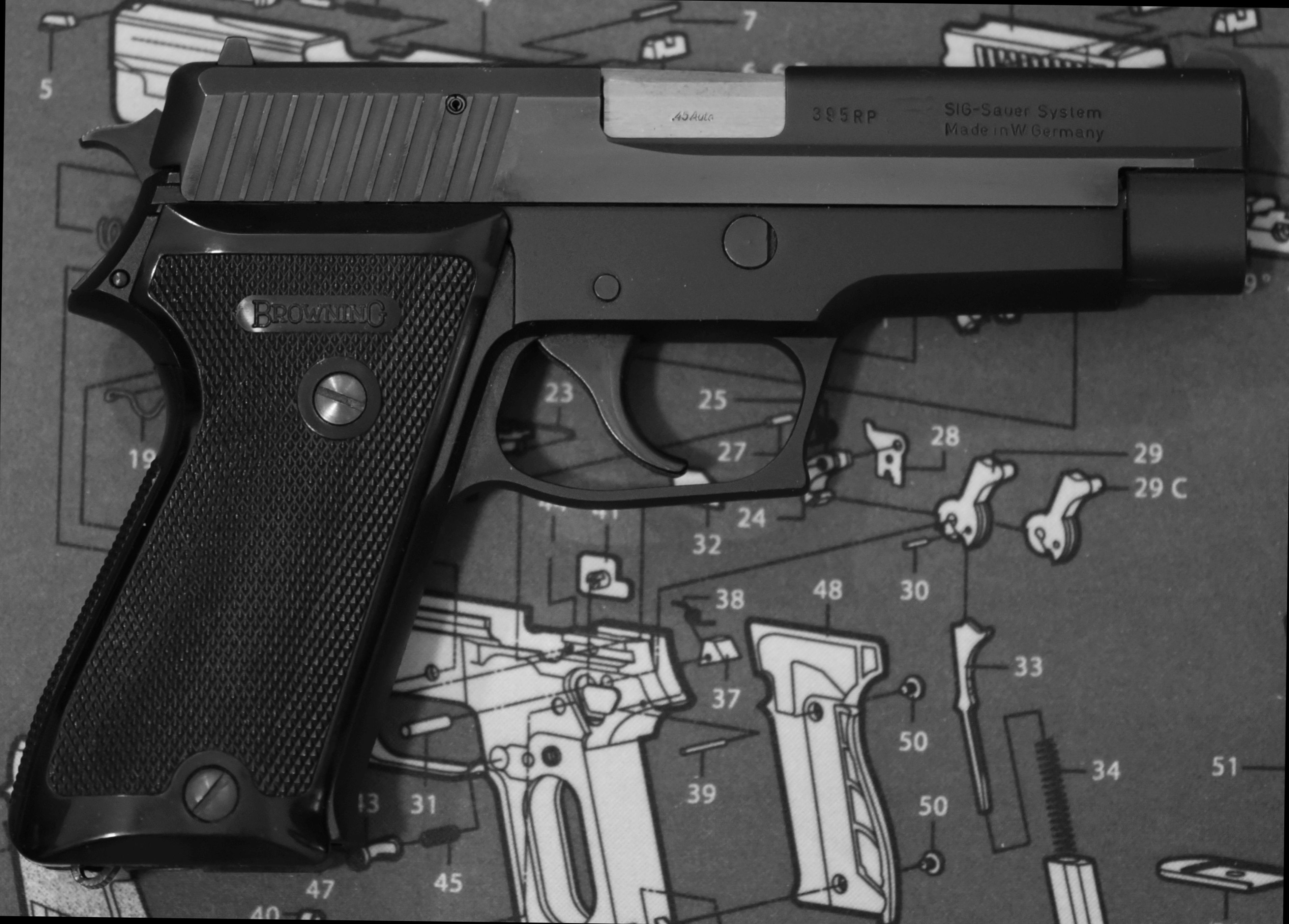
브라우닝 BDA 45

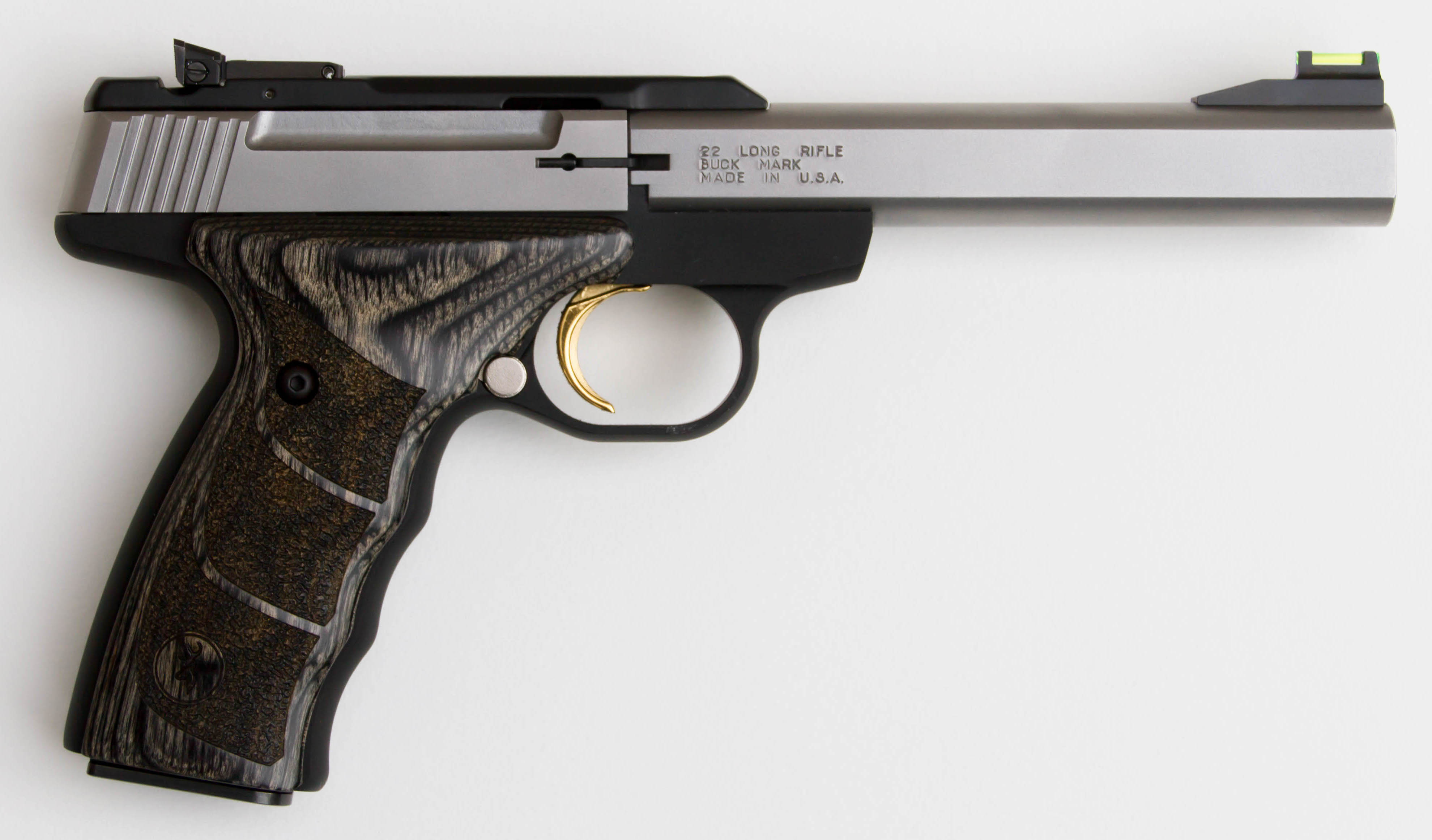
브라우닝 벅 마크 .22LR

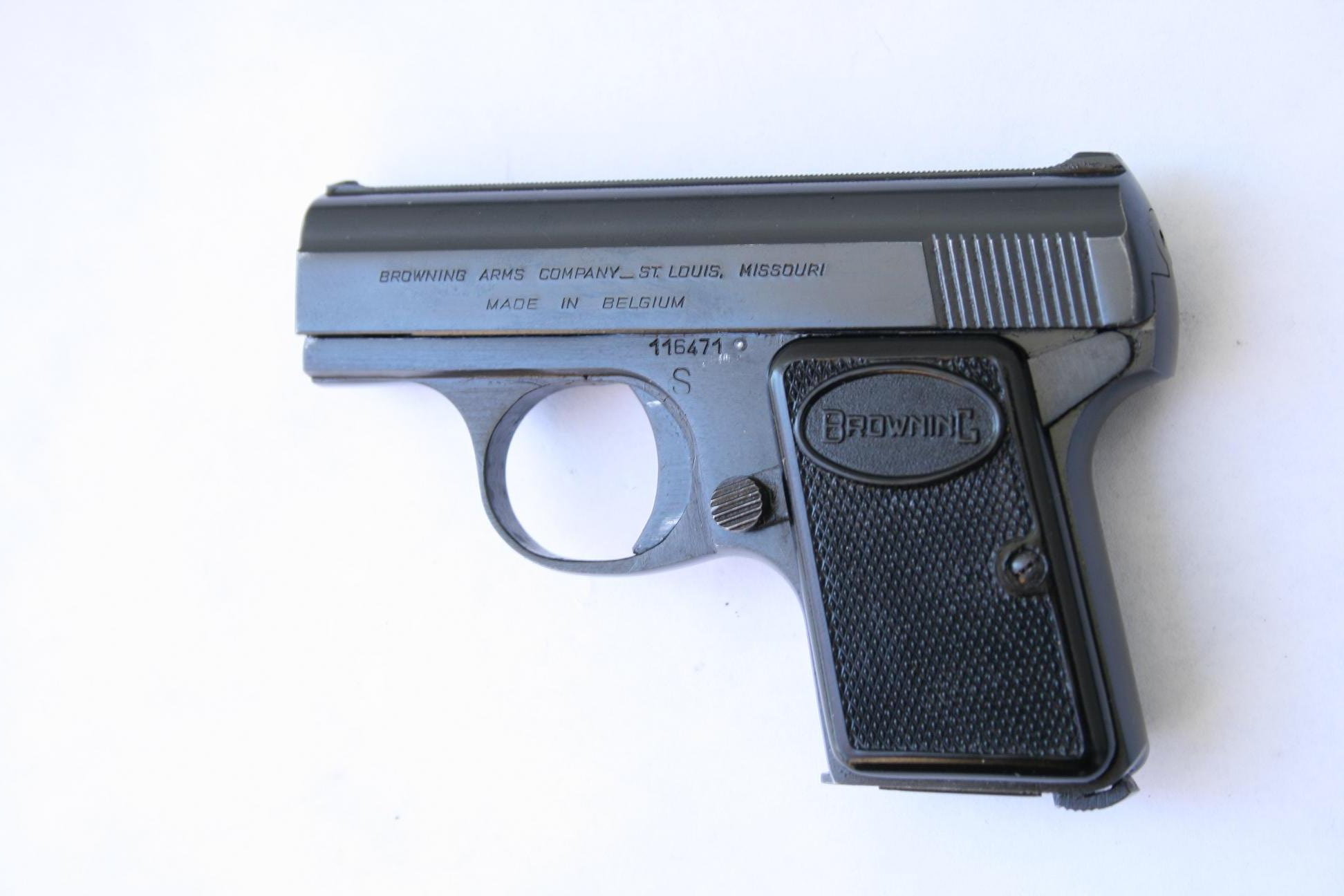
베이비 브라우닝 .25/6.35 mm

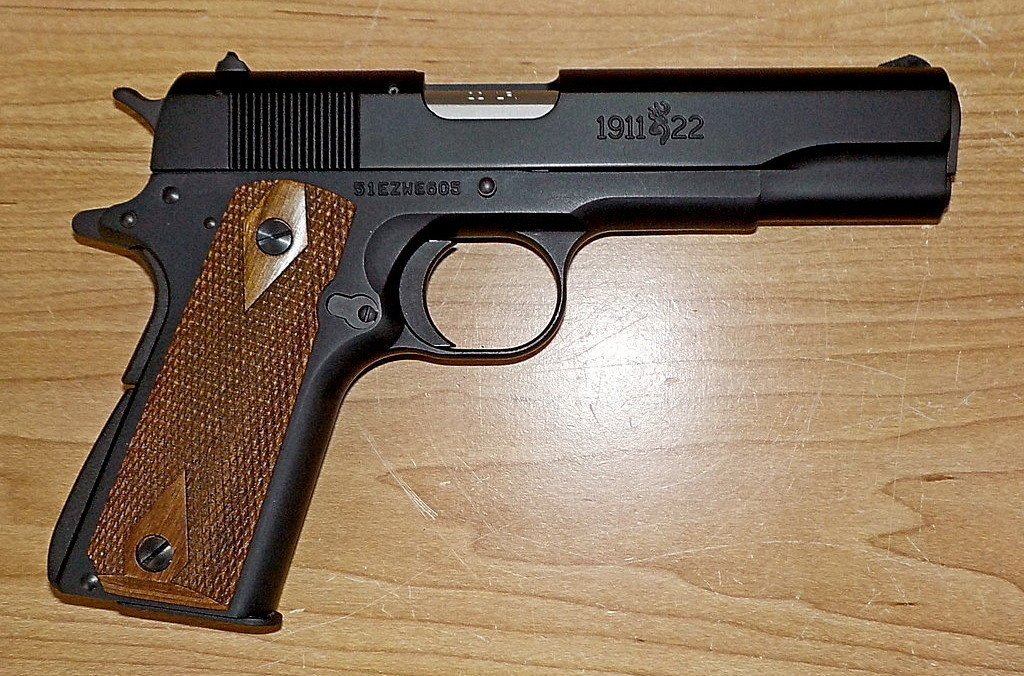
브라우닝 1911-22 A1

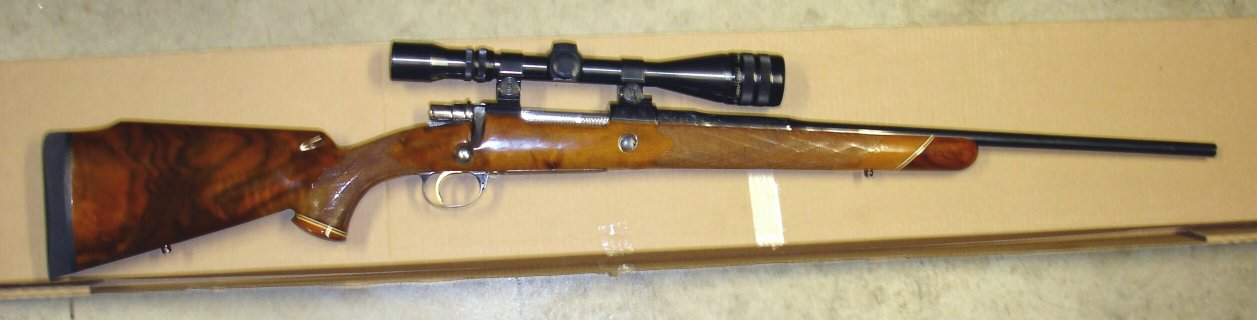
브라우닝 사파리 모델은 벨기에에서 만들어졌다 .270 Winchester

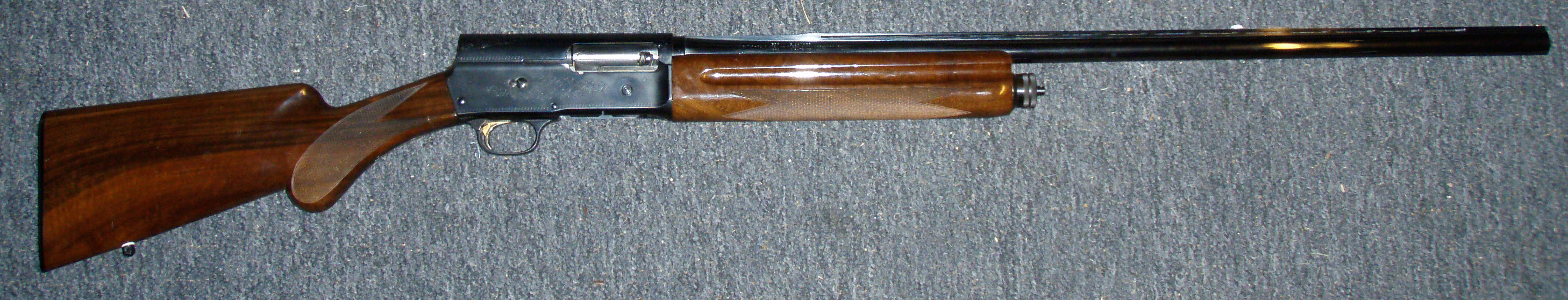
브라우닝 오토-5 20 게이지 매그넘

### 권총
- 브라우닝 BDM
- 브라우닝 하이-파워 Hi-Power
- 브라우닝 벅 마크
- 브라우닝 1911-22
- 브라우닝 1911-380
- 브라우닝 BDA 45 (지그 자우어 P220)
- 브라우닝 BDA 380 (베레타에 의해 제조)[2][3][4]
- 브라우닝 BDA9 (FN HP-DA)

### 소총
- 브라우닝 X-Bolt
- 브라우닝 A-Bolt
- 브라우닝 BLR
- 브라우닝 BAR
- 브라우닝 BPR
- 브라우닝 BL-22

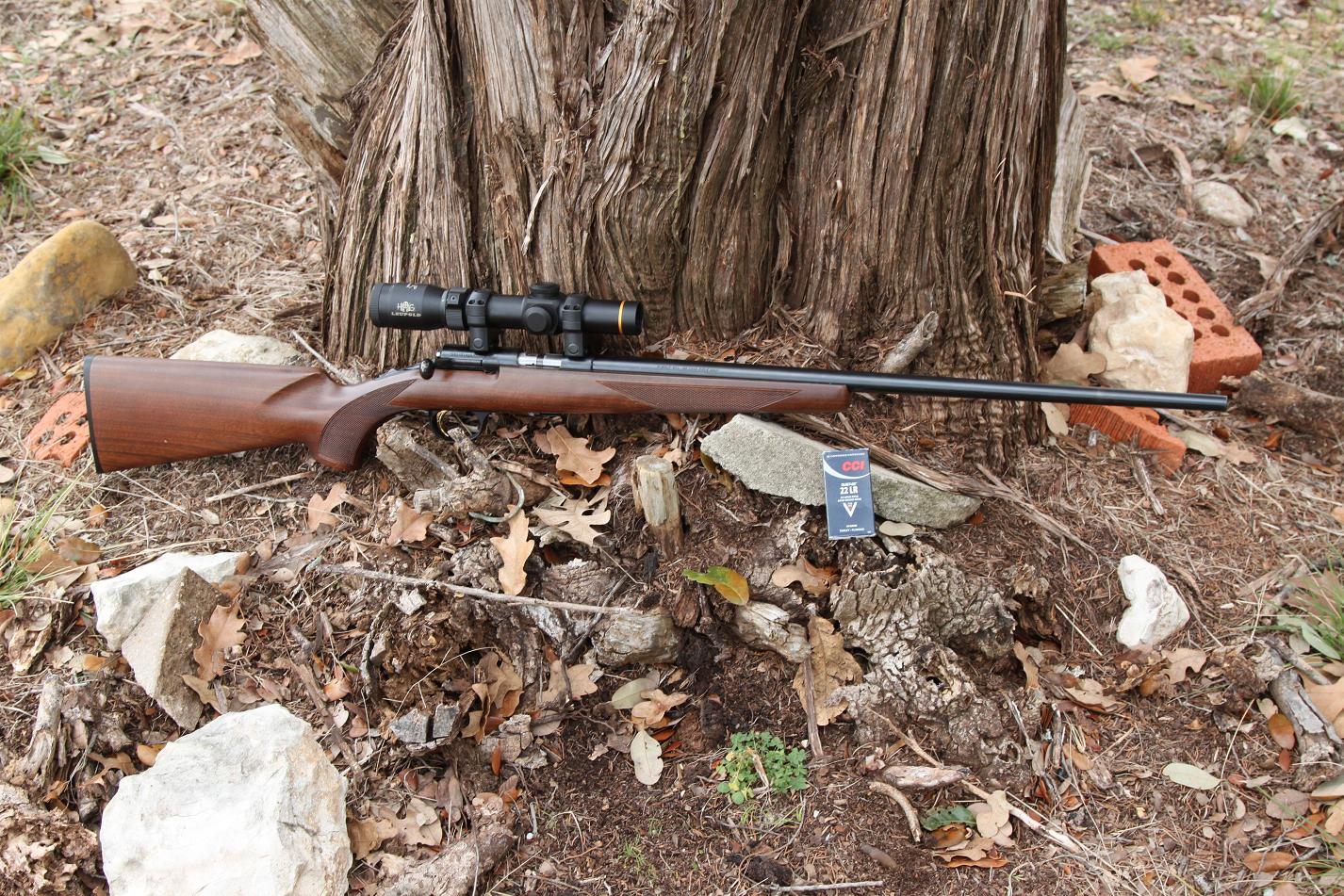
브라우닝 T-볼트 .22 롱 라이플

- 브라우닝 22 세미-오토 라이플 브라우닝 세미 오토 22 (SA-22)
- 브라우닝 티-볼트 22LR, .22 WMR and .17 HMR (introduced in 1965 and discontinued in 1975, reintroduced in 2006)[5]
- Browning B-92 lever-action

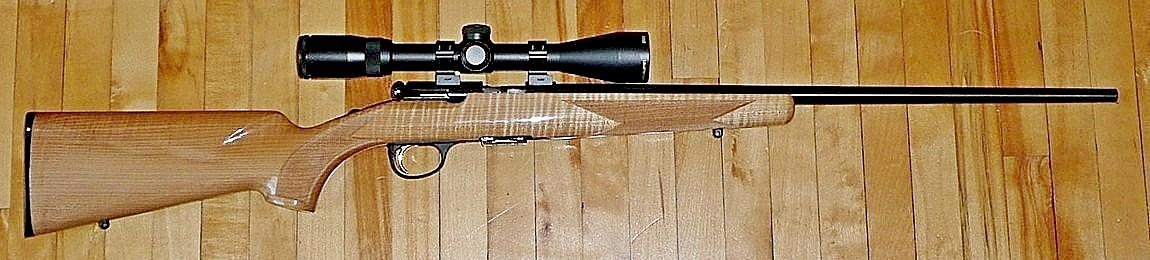
브라우닝 T-볼트 스포터 메이플 .22 WMR

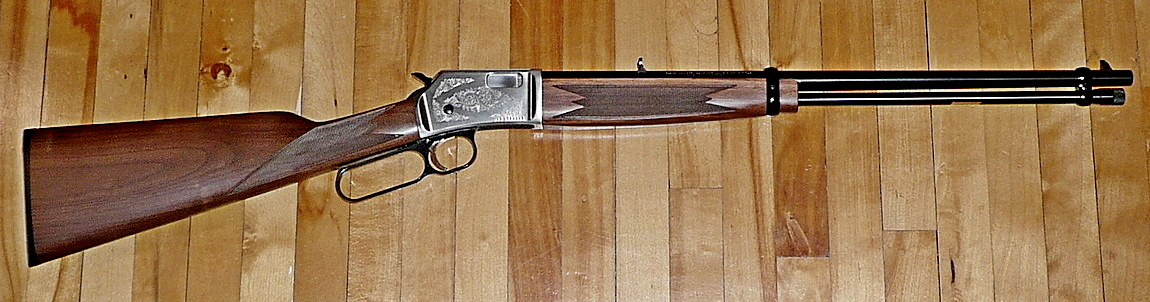
브라우닝 BL-22 그레이드 II FLD .22lr

### 산탄총
- 브라우닝 A 볼트 산탄총
- 브라우닝 오토-5 (재코일 작동)
- 브라우닝 A5
- 브라우닝 B-2000
- 브라우닝 실버
- 브라우닝 맥서스
- 브라우닝 맥서스 2
- 브라우징 BPS
- 브라우징 BSS
- 브라우닝 사이너지
- 브라우닝 치도리 (Browning Citori)
- 브라우닝 슈퍼포즈 (Browning Superposed)
- BT-99
- BT-100
- 브라우닝 무반동 (Browning Recoilless)
- 브라우닝 골드 (Browning Gold)
- B-80
- A-500
- 라이트닝 (Lightning)

## 신발
브라우닝은 1968년에 헌팅 부츠 라인을 선보였고 2001년까지 외부 판매업체를 통해 신발 디자인과 제조를 계속했다. 그 해 코네티컷에 본사를 둔 H.H. 브라운 슈즈 컴퍼니와 브라우닝 슈즈를 제조하기 위한 라이선스 계약이 체결되었다.
제품 라인에는 존 M. 브라우닝 컬렉션, 필드 앤 게임 시리즈, 스포츠 및 워터폴 라인이 포함되었다. 이 계열은 캥거루 가죽 부츠, 고무 부츠, 물떼새, 고지대 게임 부츠를 포함하도록 성장하였다.

## 나이프
1968년 브라우닝은 세 개의 고정 블레이드 헌팅 나이프와 커스텀 나이프 제조자 길 히벤이 디자인한 접이식 나이프의 형태로 된 커트러리 라인을 선보였다. 수년에 걸쳐 라인업이 성장했고 브라우닝은 미국 블레이드스미스 협회의 제리 피스크, 베일리 브래드쇼, 존 피치, 조셉 키슬러, 제임스 크로웰과 같은 다른 나이프 제작자들과 협력했다. 2004년 브라우닝은 몇몇 커스텀 나이프 제작자들과 제휴하여 유명한 미국 장군들과 전투를 기리는 시리즈 《리빙 히스토리 나이프》를 제작했다.라인업에는 래리 할리가 만든 리버티 트리 나이프가 포함되었다. 제리 피스크가 디자인한 짐 보위를 기리는 리 나이프와 알라모 나이프, 짐 크로웰이 디자인한 드와이트 데이비드 아이젠하워를 기리는 아이크 나이프, 브렌트 에반스가 디자인한 크레이지 호스 나이프등이 있다. 브라우닝은 최근 대형 게임 사냥꾼인 러스 코머와 칼 디자이너로 협력했다.

## 대중문화에서
브라우닝(Browning)은 나치 선전 연극 《슐라게터》에서 처음 묘사된 권총의 제작자로, "문화라는 단어를 들으면 총을 잡는다"라는 인용구가 유래했다. 연극의 실제 대사는 약간 다르다: Wenn ich Kultur höre ... entsichere ich meinen Browning! 문화에 대해 들을 때마다... 브라우닝의 잠금을 해제한다! (1막, 1장)
브라우닝은 NBC 스포츠 네트워크가 되기 전에 Vas 채널에서 방영되었던 Kristy Lee Cook이 진행하는 사냥 프로그램 '고잉 컨트리'의 스폰서이다. 쿡과 브라우닝의 관계는 그녀가 브라우닝 모자를 쓰고 '아메리칸 아이돌'에 출연한 이후 시작되었다.
브라우닝 산탄총은 턴파이크 트루바두르스의 노래인 "The Housefire"와 "The Bird Hunters"에 등장한다. 후자는 이 총이 벨기에에서 제조되었다고 명시하고 있다.

## 같이 볼것
- FN 모델 1910 (존 브라우닝에 의해 디자인됨, FN에 의해 설계)
- M1918 브라우닝 오토메틱 라이플

## 같이 보기
- 브라우닝 자동소총